# I'm a Ruin
"I'm a Ruin" este un cântec a cantaretei galeze Marina Diamandis, profesional cunoscută sub numele de Marina and the Diamonds. Acesta a fost lansat la data de 2 februarie 2015 ca al treilea single oficial de pe al treilea album de studio, Froot, două luni înainte de lansarea albumului. Un videoclip pentru piesa a fost lansat în ziua următoare, și a avut premiera pe Noisey. În timpul premierei inițiale la BBC Radio 1 în Regatul Unit, gazda Huw Stephens a anuntat ca piesa a fost lansată ca un single oficial în Regatul Unit la 22 martie 2015.

## Videoclipul
Cantecul a fost premiat pe YouTube, la data de 27 ianuarie ca un video-audio. În aceeași zi, hashtag-ul "#imaruin" a avut trend-ul #1 la nivel mondial.
Pe data de 3 februarie, videoclipul oficial a avut premiera prin intermediul site-ului Noisey. Acesta a fost regizat de Marcus Lundqvist și filmat în timpul sfârșitul lunii ianuarie 2015 pe insula Lanzarote, și are Diamandis dansând în fața unui peisaj muntos sterp, care comută mai târziu în cântec la o scena subacvatică în care ea este înconjurată de meduze. Șaptesprezece zile mai târziu, un film acustic pentru "I'm a Ruin" a avut premiera pe site-ul lui Elle. Acesta a fost regizat de Paul Caslin, care a regizat toate videoclipurile acustice Diamandis "de pe Froot.

## Clasamente
| Clasament (2015)          | Poziție maximă |
| ------------------------- | -------------- |
| Regatul Unit (UK Singles) | 164            |